# Flüela Wisshorn
Das Flüela Wisshorn ⓘ (schweizerdeutsch für Flüela Weisshorn wobei Flüela Diminutiv zu Fluh, schweizerdeutsch Flueh für ‹Felswand, felsiges Gebiet› ist) ist ein Berg nordöstlich des Flüelapasses im Kanton Graubünden in der Schweiz mit einer Höhe von 3085 m ü. M. Es ist die höchste Erhebung der Flüela-Gruppe. Von Vereina aus zeigt sich der Berg als schön geformte Pyramide, von der Flüelapassstrasse aus dagegen sieht man ihn als imposante, steil aufstrebende Mauer mit horizontalem, etwas gezacktem Gipfelkamm.

## Lage und Umgebung
Das Flüela Wisshorn gehört zur Flüela-Gruppe, einer Untergruppe der Silvretta. Auf dem Gipfel treffen sich die Gemeindegrenzen von Davos und Zernez. Die Nordflanke des Berges liegt auf dem Gebiet der Gemeinde Klosters, welches an am nördlichen Ende des Gipfelgrates anschließt. Das Flüela Wisshorn befindet sich zuhinterst im Jörital und wird im Westen durch das Flüelatal und im Süden durch das Val Susasca eingefasst.
Zu den Nachbargipfeln gehören das Jörihorn, das Muttelhorn, der Rosställispitz, der Piz Champatsch, der Piz Radönt und das Schwarzhorn.
Die Nordflanke des Flüela Wisshorn ist teilweise vom Jörigletscher überdeckt.
Talorte sind Davos und Susch. Häufige Ausgangspunkte sind das Wägerhus an der Flüelapassstrasse, das Flüela-Ospiz oder das Berghaus Vereina.

## Felssturz 2019

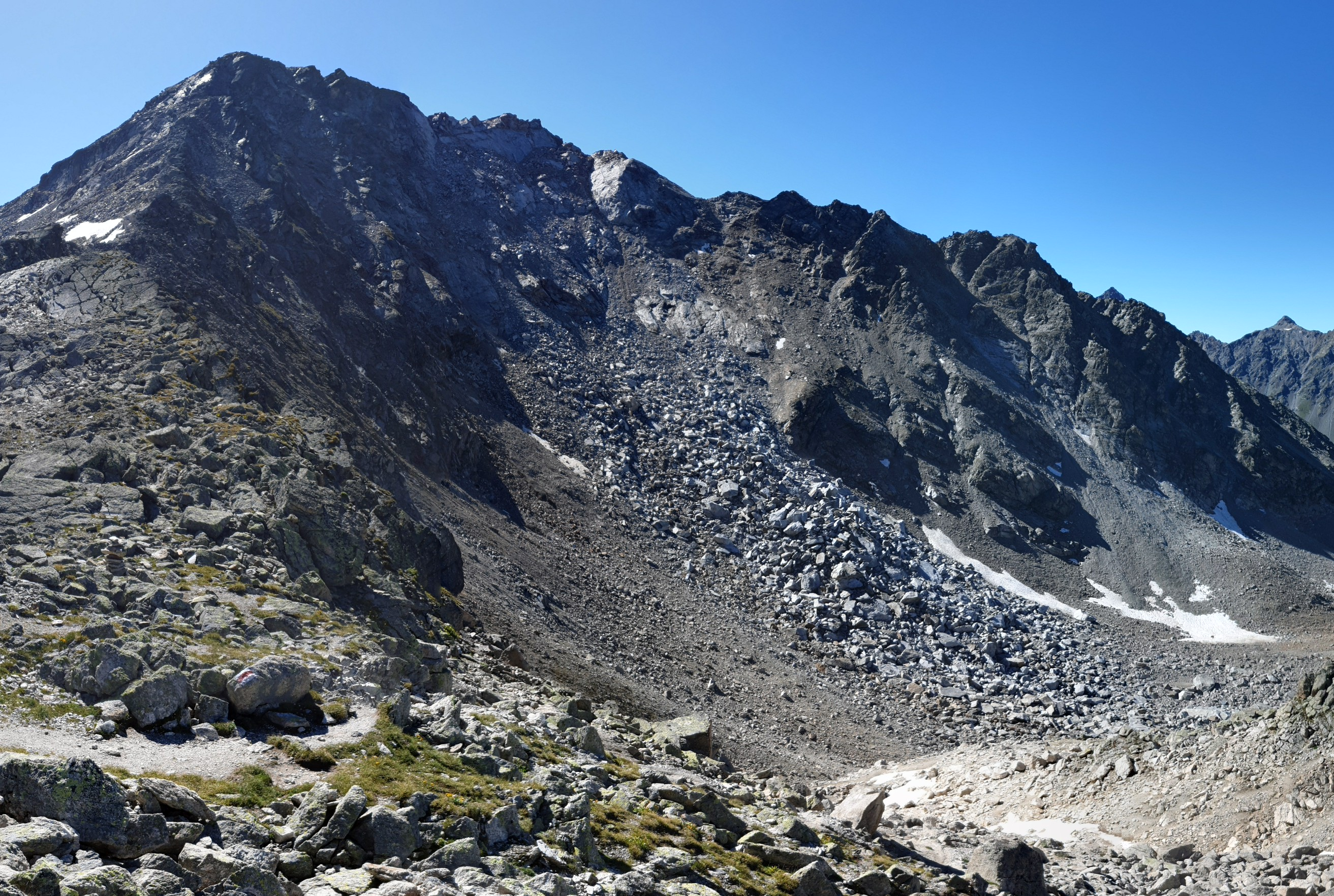
Felssturz, aufgenommen von der Winterlücke

In der Nacht auf den 19. März 2019 löste sich um kurz nach Mitternacht ein Felssturz mit mehr als 250‘000 Kubikmeter Gestein aus der Nordwestflanke des Flüela Wisshorns. Der Felssturz löste eine Schneelawine aus, die erst kurz vor der Passstrasse des Flüelapasses Halt machte. Gründe für den Felssturz waren wahrscheinlich die Erosion und der abgeschmolzene Gletscher.

## Routen zum Gipfel

### Sommerrouten

#### Von der Winterlücke über den Nordwestgrat

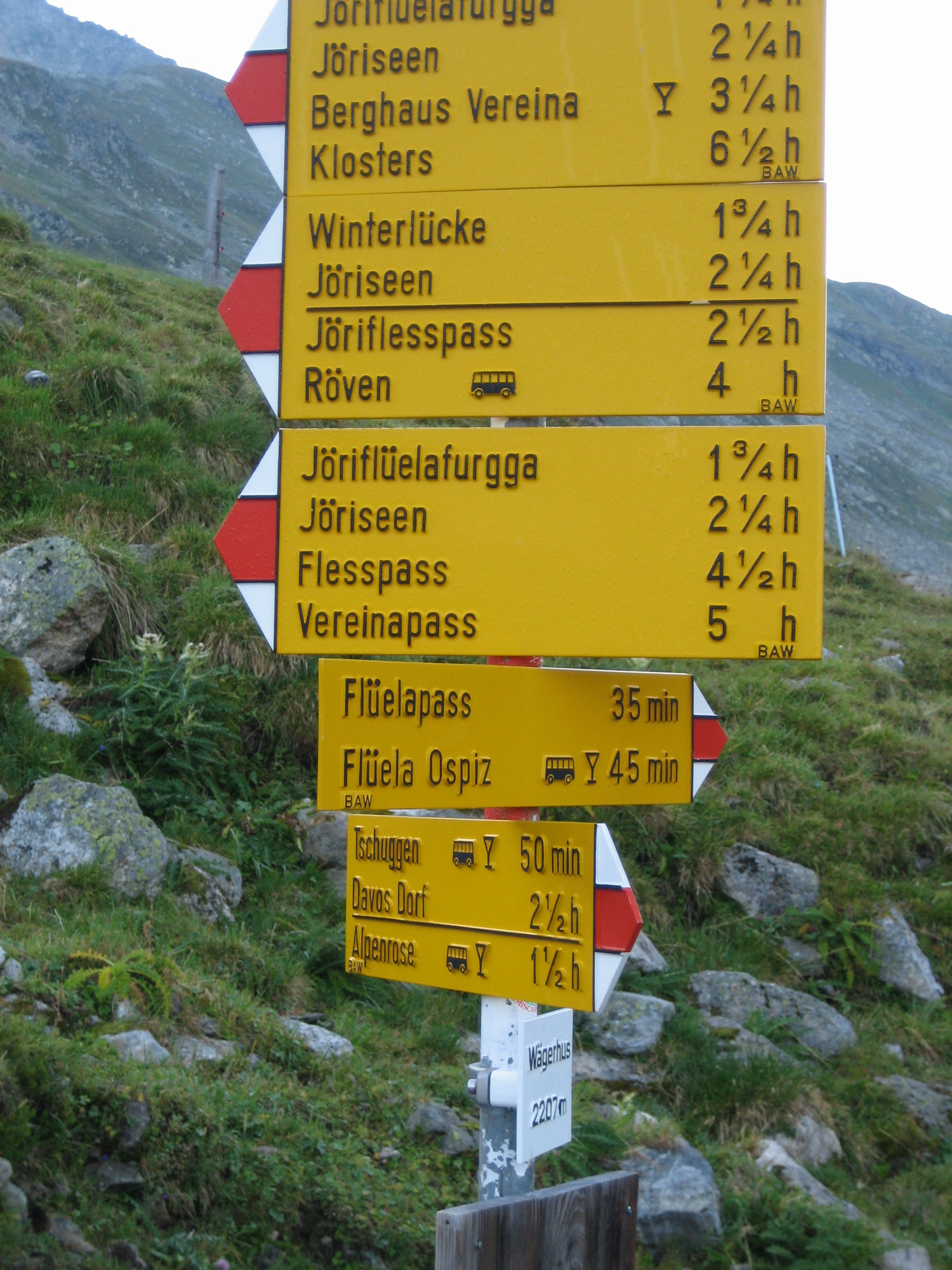
Wegweiser bei der Wägerhus

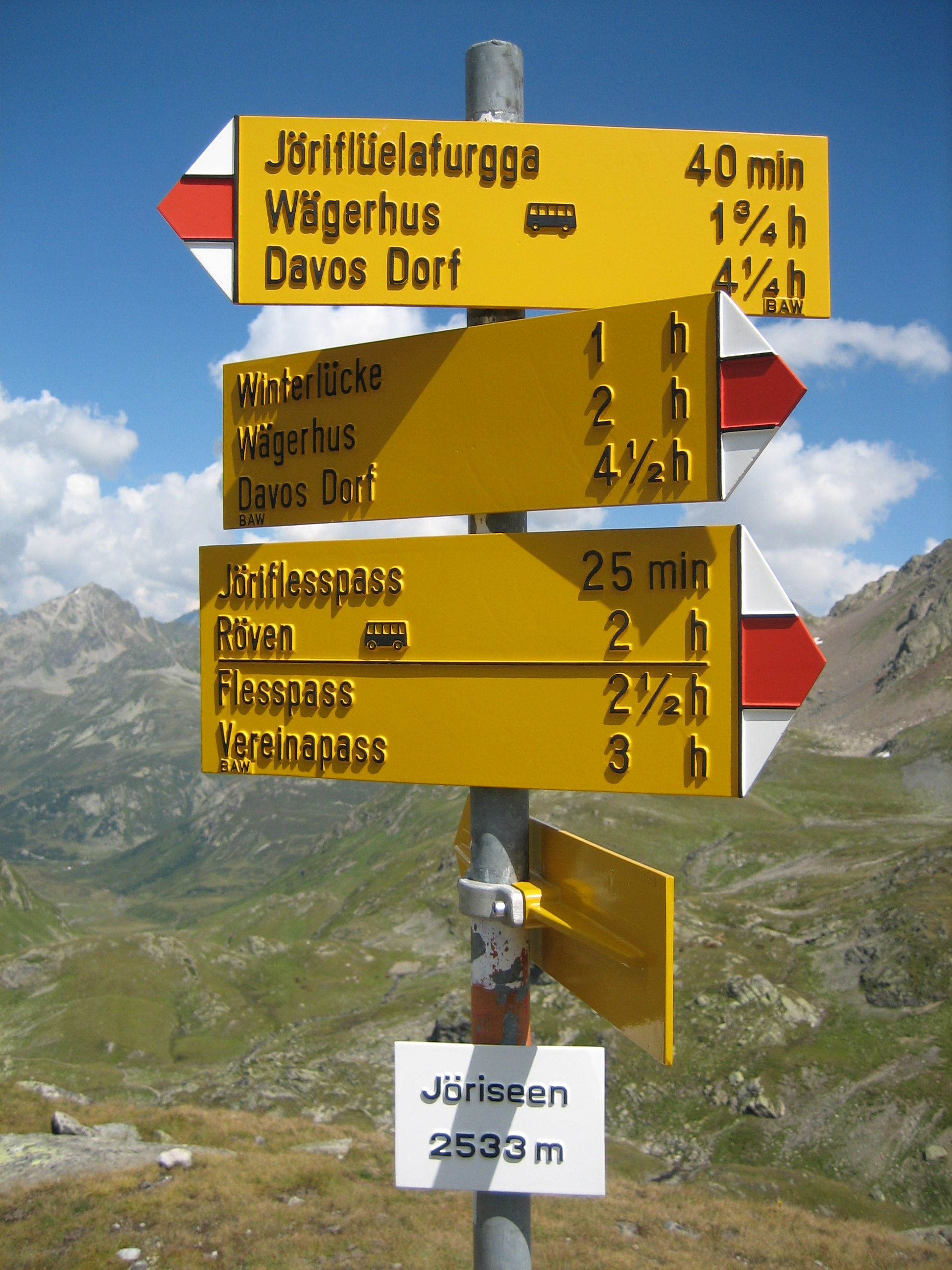
Wegweiser bei den Jöriseen

- Ausgangspunkt: Berghaus Vereina (1943 m) oder Wägerhus (2207 m, nördlich des Flüelapass)
- Via: Winterlücke (2785 m)
- Schwierigkeit: WS
- Zeitaufwand: 4 Stunden vom Berghaus Vereina, 3 Stunden vom Wägerhus oder 1 Stunde von der Winterlücke

#### Vom Flüelapass über den Nordwestgrat
- Ausgangspunkt: Flüela-Ospiz (2383 m)
- Schwierigkeit: WS
- Zeitaufwand: 3 Stunden

#### Vom Berghaus Vereina über den Nordostgrat
- Ausgangspunkt: Berghaus Vereina (1943 m)
- Schwierigkeit: ZS
- Zeitaufwand: 4–4½ Stunden
- Besonderes: Begehung Jörigletscher

#### Vom Flüelapass durch die Ostwand
- Ausgangspunkt: Flüela-Ospiz (2383 m)
- Schwierigkeit: WS
- Zeitaufwand: 3½ Stunden

#### Vom Flüelapass über den ganzen Südwestgrat
- Ausgangspunkt: Flüela-Ospiz (2383 m)
- Schwierigkeit: ZS
- Zeitaufwand: 3½-4½ Stunden

#### Vom Flüelapass über einen Teil des Südwestgrates
- Ausgangspunkt: Flüela-Ospiz (2383 m)
- Schwierigkeit: ZS
- Zeitaufwand: 3½ Stunden

#### Vom Wägerhus über den Westgrat
- Ausgangspunkt: Wägerhus (2207 m, nördlich des Flüelapass)
- Schwierigkeit: S
- Zeitaufwand: 3½-4 Stunden

### Winterrouten
Der höchste Gipfel im langen Bergkamm nördlich des Flüelapasses wird dank seiner schönen Aussicht und den verschiedenen Abfahrtsmöglichkeiten gerne besucht. Schon am 12. Januar 1902 wurde das Weisshorn durch E. Nussberger und Chr. Guler mit Schneereifen, die Ski auf den Schultern, bestiegen. Der Gipfelanstieg erfolgt zu Fuss und kann bei Vereisung unter Umständen heikel sein.

#### Von Tschuggen

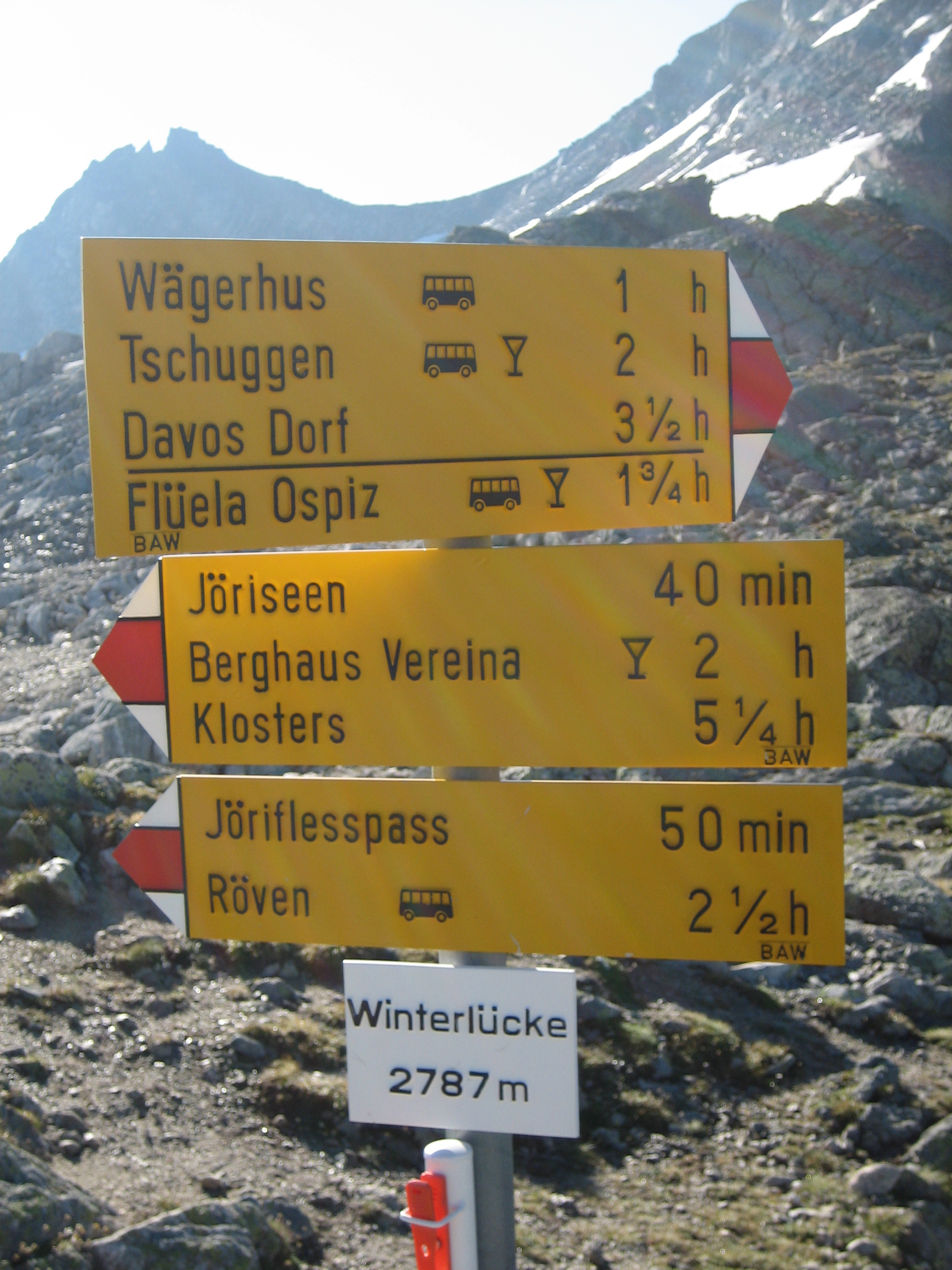
Wegweiser auf der Winterlücke

- Ausgangspunkt: Tschuggen (1964 m)
- Via: Rossboden, Winterlücke (2785 m), Jörigletscher, Nordostgrat des Vorgipfels
- Bemerkung: Skidepot auf dem Nordostgrat
- Expositionen: SW, N
- Schwierigkeit: WS+
- Zeitaufwand: 4 Stunden

#### Vom Berghaus Vereina
- Ausgangspunkt: Berghaus Vereina (1943 m)
- Via: Jöriseen (2489 m), Jörigletscher, Nordostgrat des Vorgipfels
- Bemerkung: Skidepot auf dem Nordostgrat
- Expositionen: N
- Schwierigkeit: WS+
- Zeitaufwand: 4 Stunden

#### Von Chant Sura
- Ausgangspunkt: Chant Sura (2176 m)
- Via: Tantermozza Chant Sura, P. 2941, Nordostgrat des Vorgipfels
- Expositionen: S, E
- Schwierigkeit: ZS-
- Zeitaufwand: 3 Stunden

#### Wäschchuchi-Rundtour
Lohnenswerte Abfahrtsvariante mit Gegensteigung zur Wäschchuchi.
- Ziel: Tschuggen (1964 m)
- Via: Jörigletscher, Jöriseen (2489 m), P. 2771 (Wäschchuchi), Müllersch Tälli
- Expositionen: N, SE, SW
- Schwierigkeit: WS+

## Galerie

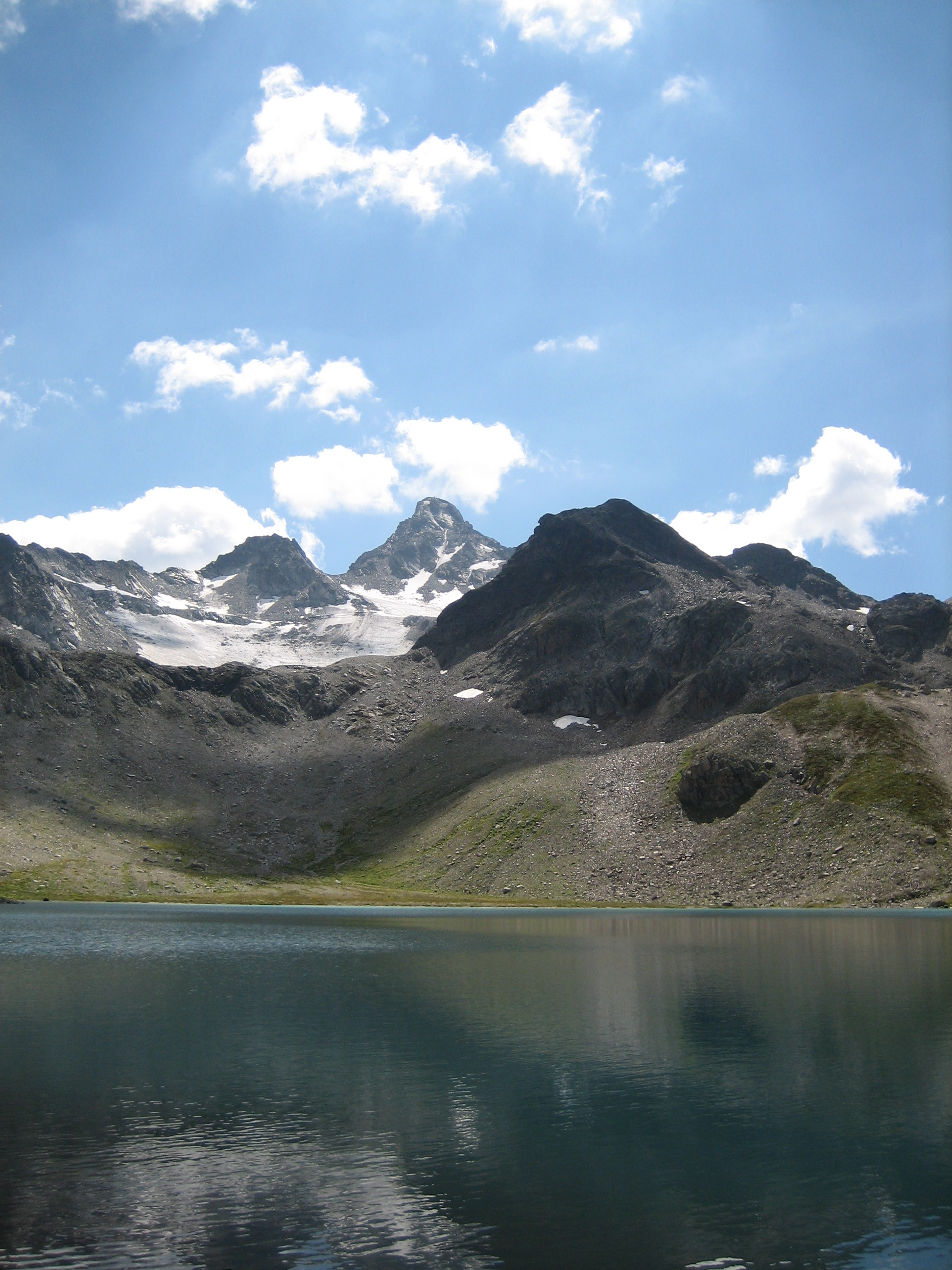
Nordansicht des Flüela Wisshorn mit dem Jörigletscher, aufgenommen von den Jöriseen.
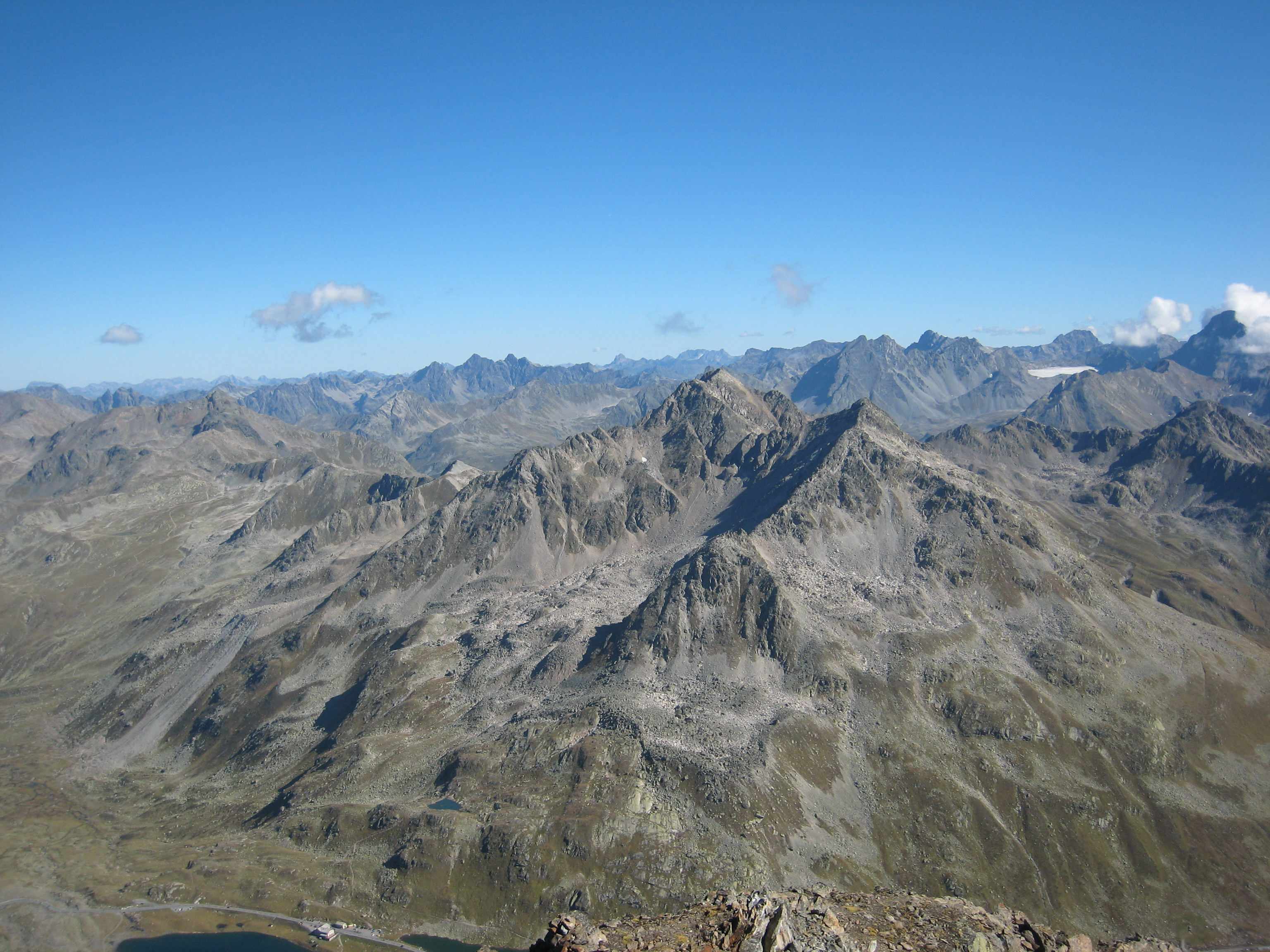
Flüela Wisshorn, aufgenommen vom Schwarzhorn.
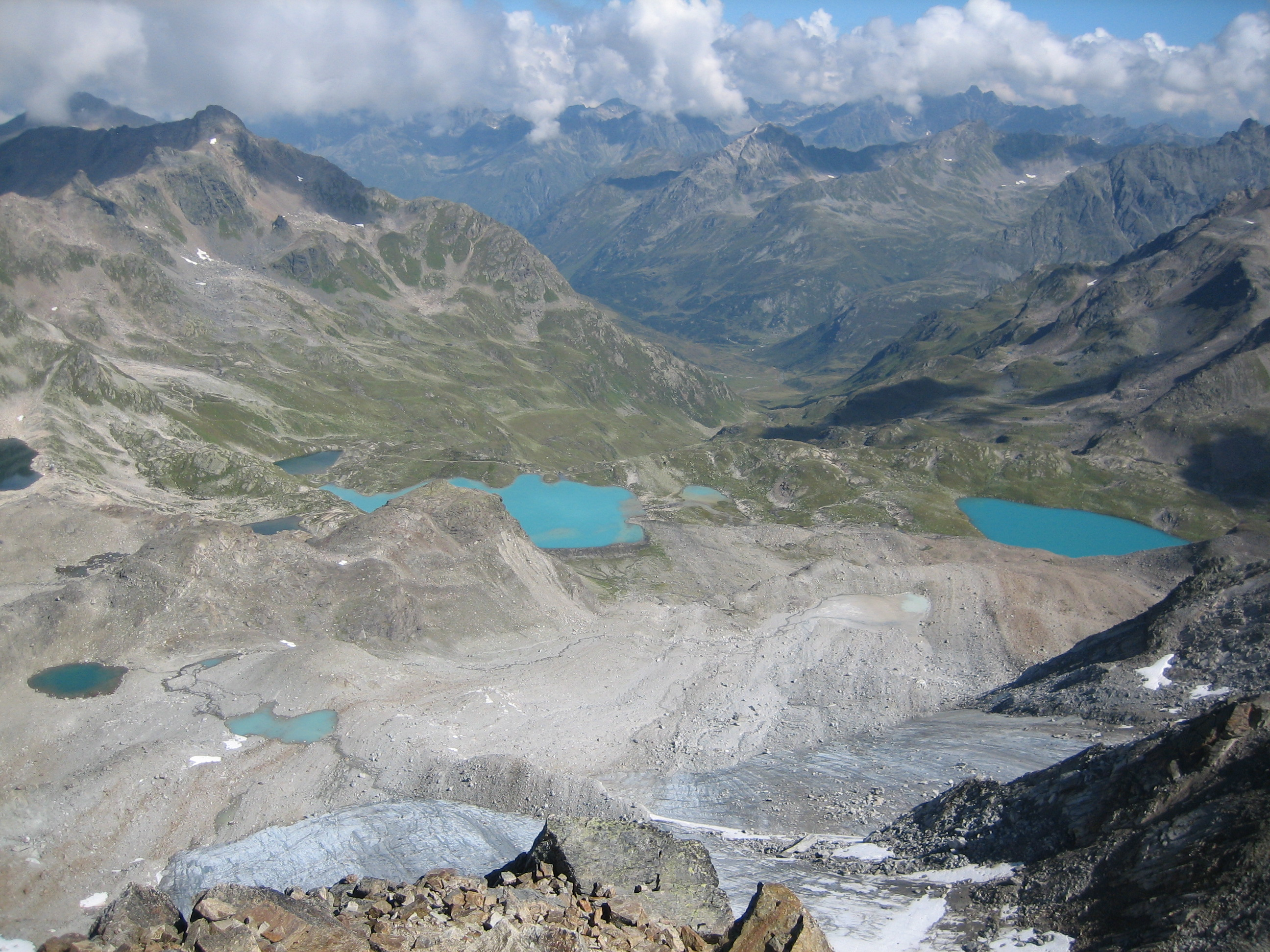
Sicht auf die Jöriseen, im Hintergrund das Jörital und Vereina.